# Cinetică chimică

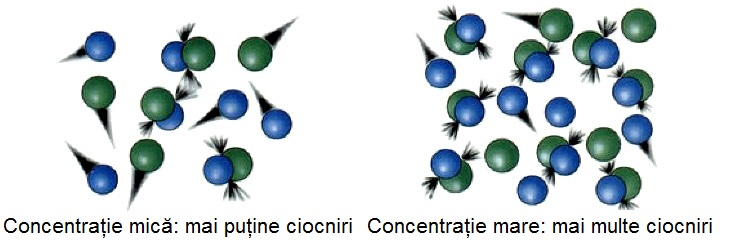
Viteza de reacție tinde să crească odată cu concentrația.

Cinetica chimică (sau cinetica reacțiilor, mai rar numită și dinamică chimică) este o ramură a chimiei fizice care studiază viteza și mecanismul proceselor chimice. Cinetica chimică include investigațiile asupra modului în care diferitele condiții experimentale pot influența viteza unei reacții chimice și adună informații referitoare la mecanismele de reacție și stările de tranziție ale reacției.

## Istoric
În 1864, Peter Waage și Cato Guldberg au dezvoltat cinetica chimică prin formularea legii acțiunii maselor, care spune că viteza de reacție a unei reacții chimice este proporțională cu cantitatea reactanților. În 1884, Van 't Hoff a studiat elemente de cinetică chimică, publicându-și rezultatele în lucrarea "Etudes de dynamique chimique". În 1901, acesta a primit primul Premiu Nobel pentru Chimie, "ca recunoaștere pentru cercetările extraordinare pe care le-a efectuat, prin descoperirea legilor cineticii chimice și ale presiunii osmotice în soluții".